# Ming Csing-taj kínai császár
Ming Csing-taj (1428. szeptember 21. – 1457. március 14.) kínai császár 1449-től haláláig.
Fivére, Ming Cseng-tung mongol fogságba esése után lépett a trónra. A mongol kán, Eszen – ki akarva használni győzelmét – egy Peking elleni hadjáratot is elindított, de a császár hadügyminisztere, Jü Csien (1398–1457) visszaűzte Mongóliába.
1450-ben Eszen szabadon engedte Cseng-tungot, akinek hazatérte után továbbra is Csing-taj maradt Kína élén. Közfelháborodást keltett, hogy Csing-taj unokaöccse helyett saját fiát akarta örökössé tenni. Ezért amikor 1457-ben halálos betegségbe esett, fivére megfosztotta trónjától, és maga ült vissza ismét a trónra. Csing-taj hamarosan meghalt.

## Lásd még
- A Ming-dinasztia családfája

| Előző uralkodó: Ming Cseng-tung | Kínai császár 1449 – 1457 | Következő uralkodó: Ming Cseng-tung |